# Віріат
Віріа́т (лат. Viriathus; ? — 139 до н. е.) — вождь повсталих лузітан проти Римської республіки у 147—139 роках до н.е. Правитель Лузітанії (141—139 до н. е.). У молодості був пастухом. З 153 року до н.е. брав участь у війні з римлянами. Врятувався після битви при Коністоргісі (151 до н.е.), коли римляни підступом убили тисячі його одноплемінників. Втік у гори, де почав партизанську війну. 147 року до н.е. переміг претора Кая Ветілія, що справило великий вплив на лузітан. Розбив римлян у ряді боїв. 141 року уклав із Римом мирний договір й добився визнання незалежності Лузітанії під своєю владою. 139 року зазнав поразки від римських військ Квінта Сервілія Цепіона та претора Марка Попіллія, які порушили мир. Загинув від рук соратників, яких підкупили римляни. Оспіваний у португальській літературі, зокрема в «Лузіадах». Національний герой Португалії. Також — Віріа́ту (порт. Viriato), Віріа́то (ісп. Viriato).

## Біографія

### На чолі повстання

Повстання Віріата (147-145 до н.е.)

Стосовно молодих років Віріата мало відомостей. Лише є інформація, що він був чабаном й жив біля узбережжя Атлантичного океану.
До армії лузітан вступив, щоб протидіяти загарбницьким діям Риму. Остаточно свою долю з повстанцями зв'язав після того, як у 151 році до н. е., коли римляни на чолі з пропретором Сервієм Сульпіцієм Гальбою зазнавши поразки в битві з лузітанами вступили з ними в мирні переговори, під час яких віроломно вбили величезне число своїх супротивників — за деякими даними, від 7 до 30 тисяч людей. Однак до 147 році нічим визначним не проявив себе, хоча все ж таки став на чолі окремого загону й мав певний авторитет. У 147 році до н. е. військова та політична кар'єра Віріата змінилася. У цей час під час війни з лузітанами пропретор Гай Ветілій розбив армію лузітан й загнав їх на пагорб. Ситуація була критичною — або здатися римлянам, або загинули від голоду під час облоги.
Спочатку вирішили просити у Ветілія миру, обіцяючи йому покірність. Тут виступив Віріат, закликаючи не довіряти Риму та продовжувати боротьбу. Думка Віріата перемогла. Тоді він наказав, що коли він сяде на колі усім іншим розбігатися невеличкими групами і прямувати до міста Тріболи. Віріат залишив при собі лише 1000 відбірних вояків. Побачивши втечу лузітан Гай Ветілій не став їх переслідувати, а напав на Віріата. Той же використовуючи можливості кінноти не вступав у рішучу битву, ухиляючись від переслідування римських вояків. Тим самим зумів відірватися від нападників й досягти Тріболи. Після цього авторитет Віріата серед лузітан значно виріс. У 146 році до н. е. Ветілій вирішив розбити лузітанську армію в Тріболі. Але тут він потрапив у засідку, яку влаштував йому Віріат. Внаслідок цього римляни втратили 4 тисячі загиблих, серед яких був і Гай Ветілій. Залишки римської армії врятували в колонії Картея. На допомогу їм Рим спрямував армію з 5 тисяч вояків. Проте по дорозі до Картеї Віріат знищив цю армію.
Після усіх цих успіхів влада Віріата поширилися на Лузітанію й Карпетанію. Авторитет Віріата знову піднявся на значну височінь серед усіх племен Піренейського півострова. Для зміцнення своїх позицій він одружився з донькою Астольпа, царя одного з кельтіберських племен.

### Цар Лузітанії
Рим у 146 році до н. е. вимушений був визнати Віріата царем Лузітанії. При всьому Віріат зберіг простий спосіб життя. Проте мир з Римом тривав недовго. У цьому ж році знову почалася війна. Так, Віріат розбив загін на чолі з претором Гаєм Плавтієм на правому березі річки Тагус, після чого розбив армію очільника провінції Іспанія Клавдія Унімана, загін на чолі з Гаєм Негідієм.
У 145 році до н. е. римський сенат спрямував сюди нову армію на чолі із Квінтом Фабієм Максимом Еміліаном. Маючи ще недосвідчених вояків Фабій не став вступати у відкритий двобій з армією Віріата. Значну частину року він провів біля міста Урсона (поблизу сучасної Севільї). У цей час римські вояки набували необхідного досвіду. Після закінчення зими Фабій змусив Віріата відступити, пограбувавши декілька міст, що належали цареві лузітан. Після цього Фабій повернувся до Риму. Йому на зміну прислали претора Квіктія (144 рік до н. е.), який не зміг розвинути успіх попередника й знову зазнав поразки.
У 143 році до н. е. на зміну Квікцію прислали Квінта Фабія Максима Сервіліана з двома легіонами та загонами союзників. Усього римська потуга налічувала 18 тисяч піхоти й 1600 кіннотників. До того ж Рим наказав царю Нумідії прислати слонів. Приєднавши до своєї армії 10 слонів й 300 нумідійських кіннотників Сервіліан вдерся у Лузітанію. Спочатку він завдав значної шкоди Віріату. Але той, побачивши, що римляни атакують без порядку, не в строю, розвернув свої війська й напав на римських вояків. Римська армія втратила загиблими 3 тисячі вояків, інші втекли до військового табору, який Віріат не зумів захопити. Після цього Сервіліан вимушений був повернутися на римську частину Іспанії. Але у 142 році до н. е. римський військовик знову перейшов у наступ. Захопив значну здобич, завдав суттєво поразки загонам Віріата. Сервіліан між іншим захопив 10 тисяч лузітан, з яким 500 стратив, інших продав у рабство. Водночас на бік римлян перейшов соратник Віріата — Коннаба.
Проте після цього Віріат напав на римське військо й вщент розбив його біля міста Ерізани, загнавши решту на скелю. Сервіліан вимушений був укласти новий мир з Віріатом. Рим визнав Лузітанію незалежною, а Віріата її царем. Навіть римський сенат й народні трибуни ратифікували цей договір.

### Загибель

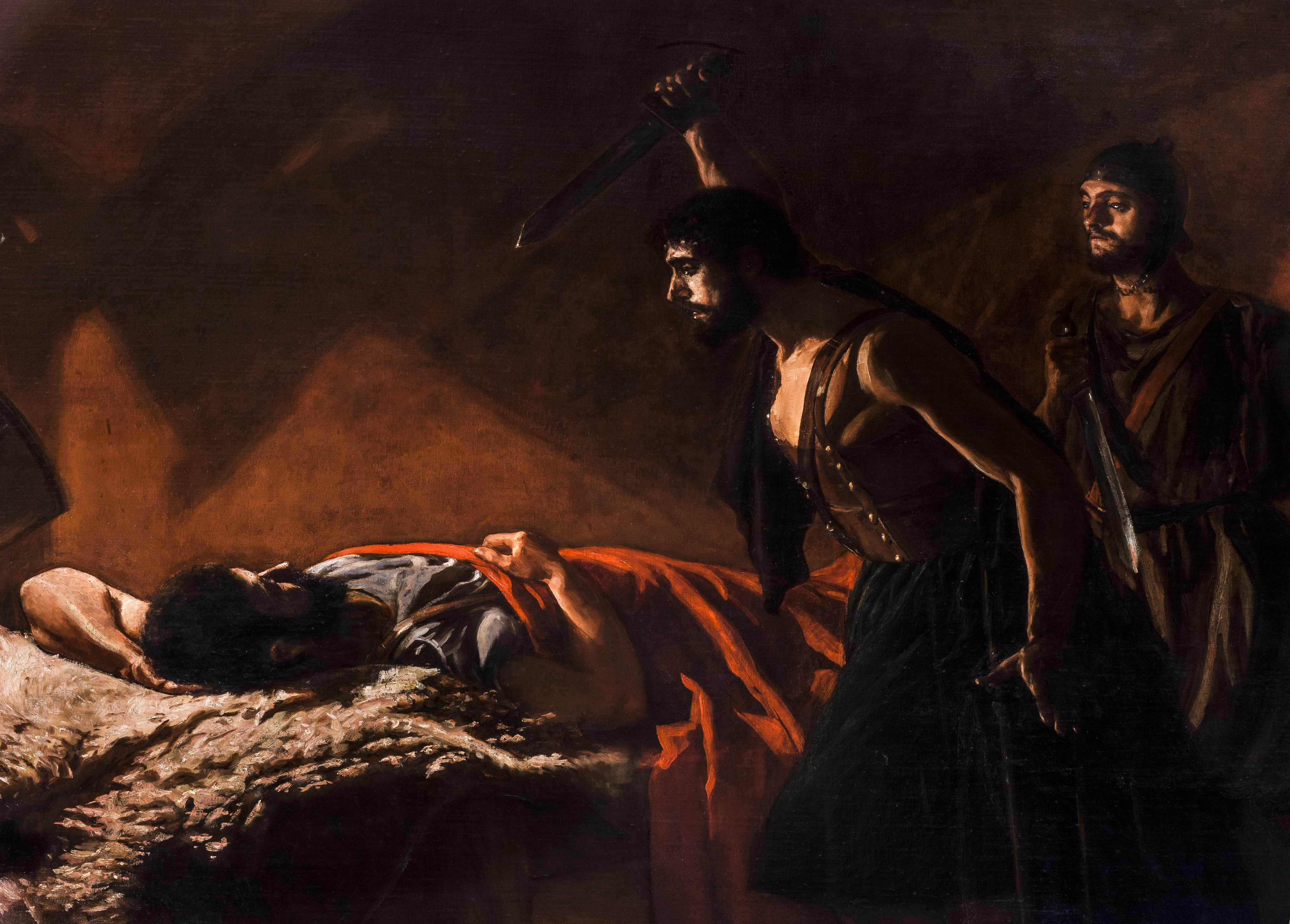
Убивство Віріата (Хосе Кордеро Вільєгас, 1890).

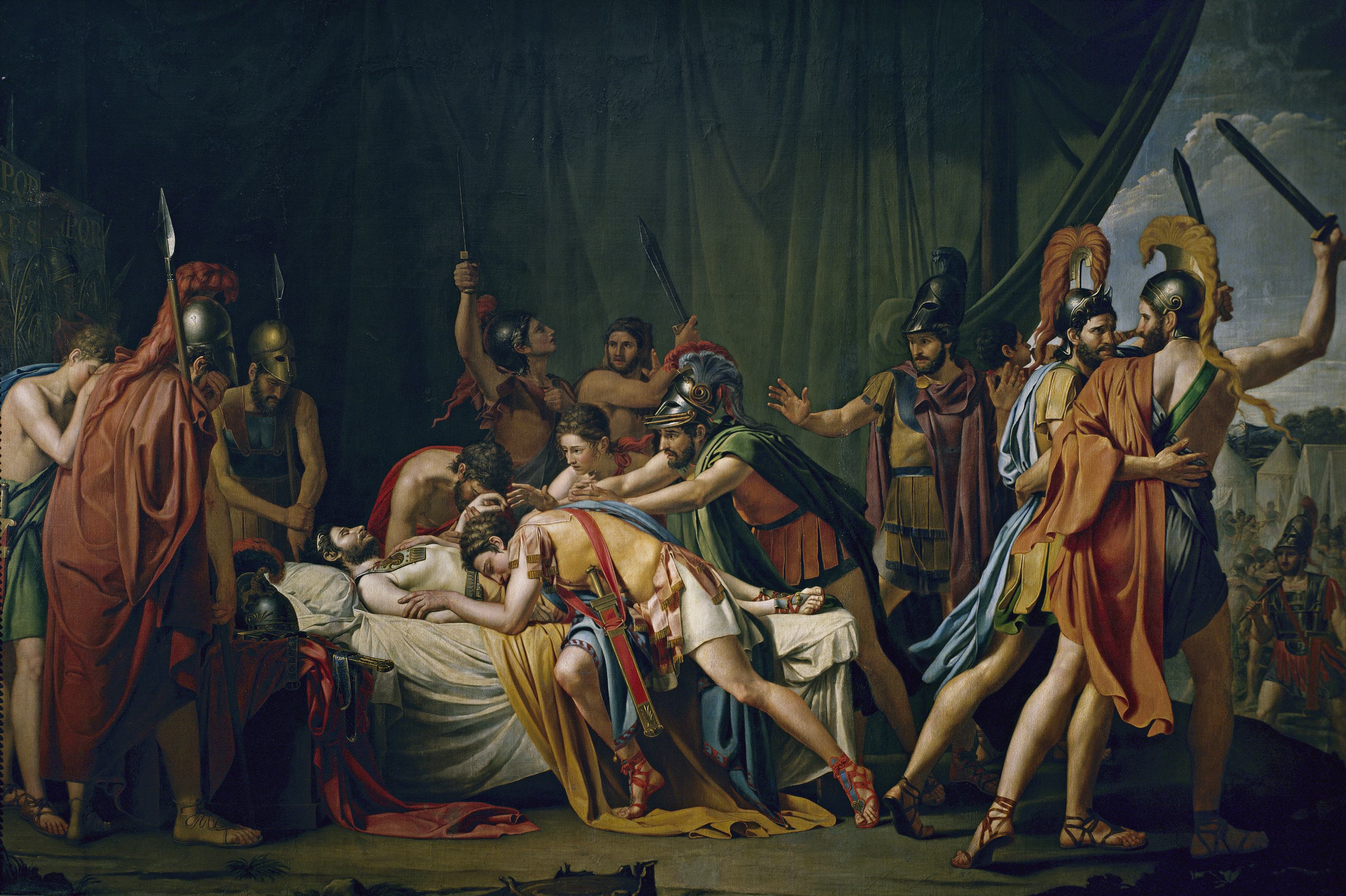
Смерть Віріата (Хосе Мадрасо, 1807).

Але Рим все одно мав намір підкорити Лузітанію. Новий очільник римської провінції Квінт Сервілій Цепіон почав таємно шкодити державі Віріата. У 140 році до н. е. він вдерся до Лузітанії й пройшов по всій країні, сподіваючись знищити Віріата. Але останній вдало маневруючи, ухилився від римлян, не зазнав поразки й зберіг свою армію.
Становище Віріата погіршилося, коли до римлян з підкріпленням прибув Марк Попіллій Ленат. Віріату все складніше було протидіяти римській військовій навалі. Він вирішив домовитися з Римом. Скориставшись цим римські очільники поставили вимогу видати Риму усіх, хто утік до Лузітанії з римської провінції Іспанія. Віріат виконав цю вимогу. Багатьох збіглих римляни стратили, зокрема й тестя Віріата, Аскольпа. Після цього вимоги римлян тільки зростали. Нарешті вони почали примушувати Віріата здати усю зброю. Тільки після цього Віріат знову почав війну. Але за час перемовин його авторитет значно підупав. І все ж він продовжувати завдавати значного клопоту Риму.
Тоді консул Квінт Сервілій Цепіон вирішив надіслати до нього вбивць. Він підкупив декількох командирів Віріата — Авдака, Діталкона й Мінура. Скориставшись тим, що Віріат спав змовники проникли до його намету й вбили його. За легендою, коли вони з'явилися за обіцяною нагородою Квінт Сервілій Цепіон відповів їм фразою, яка стала крилатою: «Рим зрадникам не платить» (лат. Roma traditoribus non premia).

## Наслідки

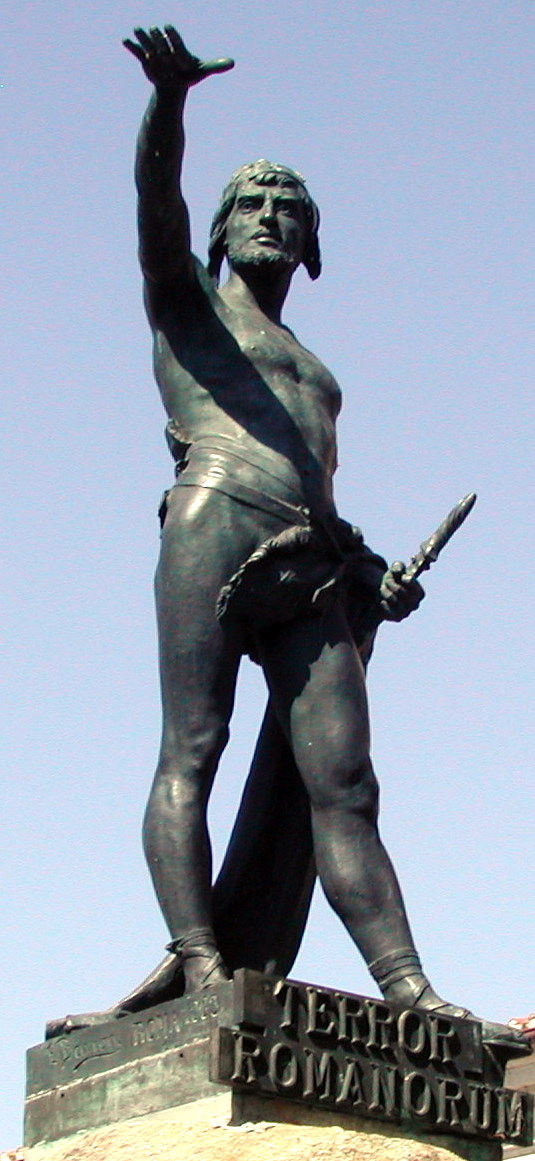
Пам'ятник Віріату в Саморі, Іспанія.

Втрата Віріата для лузітан була рівнозначна поразці. На деякий час їх охопив страх. Проте лузітани вирішили продовжувати справу Віріата й боротися з Римом. Вони обрали нового військового голову — Татама. Новий воєначальник вирішив пройти через всю римську провінцію й захопити місто Сагунт. Але Тавтамові забракло військових талантів Віріата. Тому похід на Сагунт скінчився невдачею, а на зворотному шляху біля річки Бетіс армію лузітан атакував Цепіон, вона була розбита й вимушена здатися. Після цього усю Лузітанію досить швидко підкорив Рим.